# Вулканікуш
Вулканікуш Футебол Клубе або просто Вулканікуш (порт. Vulcânicos Futebol Clube) — професіональний кабовердійський футбольний клуб з міста Сан-Вісенте, на острові Фогу.

## Форма
Їх домашня форма складається з біло-червоної смугастої футболки з білими рукавами, червоних шотрів та шкарпеток, виїзна форма — білого кольору (також альтернативний варіант під час матчів, які граються з командами, для яких цей стадіон також є домашнім).

## Історія
Офіційно заснований 18 липня 1953 року, з дня опублікування статуту клубу в офіційному бюлетені. Проте, ще раніше існував спортивний клуб в місті Сан-Філіпе, на острові Фогу в Кабо-Верде, який складався в основному з шанувальників, друзів, фанів та членів клубу Бенфіка (Лісабон) (тому за ними закріпилося прізвисько «Benfiquinhas»).
Їх перша перемога в острівному чемпіоншипі була 1992 року, а їх остання на сьогодні в 2011 році, загалом клуб має 8 острівних чемпіонств. Їх найбільший успіх був у сезоні 1999 року, коли вони вийшли до фіналу (але програли клубу Травадорешу з Мінделу) та посіли друге місце в Чемпіоншипі.

## Досягнення
- Чемпіонат Кабо-Верде з футболу:0 перемог

фіналіст — 1999
- Чемпіонат острова Фогу: 8 перемог

1992, 1994, 1998, 1999, 2000, 2007, 2009, 2011
- Кубок острову Фогу з футболу: 1 перемога[2]

2011

## Статистика виступів у лігах та чемпіонатах

### національний Чемпіоншип
| Сезон | Див. | Міс. | Іг. | В | Н | П | ЗМ | ПМ | РМ | О | Кубок        | Примітки         | Плей-офф        |
| ----- | ---- | ---- | --- | - | - | - | -- | -- | -- | - | ------------ | ---------------- | --------------- |
| 1999  | 1B   | 1    | 3   | 1 | 2 | 0 | 6  | 3  | -3 | 5 |              | Вийшов до фіналу | 2-ге місце      |
| 2000  | 1B   | 2    | 2   | 1 | 1 | 0 | 1  | 0  | +1 | 4 | Не пробилися | Не брали участі  |                 |
| 2004  | 1B   | 4    | 4   | 1 | 2 | 1 | 7  | 8  | -1 | 5 |              | Не пробилися     | Не брали участі |
| 2009  | 1B   | 4    | 5   | 2 | 1 | 2 | 3  | 4  | -1 | 7 |              | Не пробилися     | Не брали участі |
| 2011  | 1A   | 4    | 4   | 1 | 1 | 2 | 3  | 9  | -6 | 4 |              | Не пробилися     | Не брали участі |

### Острівний чемпіоншип
| Сезон   | Див. | Міс. | Іг. | В | Н | П  | ЗМ | ПМ | РМ  | О  | Кубок | Суперкубок | Примітки                        |
| ------- | ---- | ---- | --- | - | - | -- | -- | -- | --- | -- | ----- | ---------- | ------------------------------- |
| 2003-04 | 2    | 1    | -   | - | - | -  | -  | -  | -   | -  |       |            | Вихід в національний Чемпіоншип |
| 2008-09 | 2    | 1    | -   | - | - | -  | -  | -  | -   | -  |       |            | Вихід в національний Чемпіоншип |
| 2010-11 | 2    | 1    | -   | - | - | -  | -  | -  | -   | -  |       |            | Вихід в національний Чемпіоншип |
| 2013-14 | 2    | 7    | 18  | 3 | 5 | 10 | 22 | 31 | -9  | 14 |       |            |                                 |
| 2014-15 | 2    | 5    | 18  | 8 | 6 | 4  | 46 | 22 | +24 | 30 |       |            |                                 |